# جدول مدال‌های المپیک زمستانی ۱۹۹۴
جدول مدال بازی‌های المپیک زمستانی ۱۹۹۴ فهرستی از مدال‌های کسب شده توسط ورزشکاران است که در طول برگزاری بازی‌های المپیک زمستانی سال ۱۹۹۴ میلادی که در لیلهامر نروژ برگزار شد.

## جدول مدال‌ها
رتبه بندی این جدول توسط کمیته بین المللی المپیک (ioc) اعلام شده است.
      کشور میزبان (نروژ)
| رتبه                    | کشور                      | طلا | نقره | برنز | مجموع |
| ۱                       | روسیه (RUS)               | ۱۱  | ۸    | ۴    | ۲۳    |
| ۲                       | نروژ (NOR)                | ۱۰  | ۱۱   | ۵    | ۲۶    |
| ۳                       | آلمان (GER)               | ۹   | ۷    | ۸    | ۲۴    |
| ۴                       | ایتالیا (ITA)             | ۷   | ۵    | ۸    | ۲۰    |
| ۵                       | ایالات متحده آمریکا (USA) | ۶   | ۵    | ۲    | ۱۳    |
| ۶                       | کره جنوبی (KOR)           | ۴   | ۱    | ۱    | ۶     |
| ۷                       | کانادا (CAN)              | ۳   | ۶    | ۴    | ۱۳    |
| ۸                       | سوئیس (SUI)               | ۳   | ۴    | ۲    | ۹     |
| ۹                       | اتریش (AUT)               | ۲   | ۳    | ۴    | ۹     |
| ۱۰                      | سوئد (SWE)                | ۲   | ۱    | ۰    | ۳     |
| ۱۱                      | ژاپن (JPN)                | ۱   | ۲    | ۲    | ۵     |
| ۱۲                      | قزاقستان (KAZ)            | ۱   | ۲    | ۰    | ۳     |
| ۱۳                      | اوکراین (UKR)             | ۱   | ۰    | ۱    | ۲     |
| ۱۴                      | ازبکستان (UZB)            | ۱   | ۰    | ۰    | ۱     |
| ۱۵                      | بلاروس (BLR)              | ۰   | ۲    | ۰    | ۲     |
| ۱۶                      | فنلاند (FIN)              | ۰   | ۱    | ۵    | ۶     |
| ۱۷                      | فرانسه (FRA)              | ۰   | ۱    | ۴    | ۵     |
| ۱۸                      | هلند (NED)                | ۰   | ۱    | ۳    | ۴     |
| ۱۹                      | چین (CHN)                 | ۰   | ۱    | ۲    | ۳     |
| ۲۰                      | اسلوونی (SLO)             | ۰   | ۰    | ۳    | ۳     |
| ۲۱                      | بریتانیای کبیر (GBR)      | ۰   | ۰    | ۲    | ۲     |
| ۲۲                      | استرالیا (AUS)            | ۰   | ۰    | ۱    | ۱     |
| مجموع (۲۲ کمیته المپیک) | مجموع (۲۲ کمیته المپیک)   | ۶۱  | ۶۱   | ۶۱   | ۱۸۳   |